# Max Pirkis
Max William R. Pirkis (Londra, 6 gennaio 1989) è un attore britannico.

## Biografia
Orfano di padre, morto quando era piccolo, ha frequentato la prestigiosa scuola superiore di Eton College. La sua passione per il teatro si è espressa fin da giovanissimo con la partecipazione a diverse rappresentazioni scolastiche. Nel 2003 ottiene il suo primo ruolo importante, quello di Lord Blakeney, il ragazzo tredicenne allievo ufficiale che resta invalido durante un'azione bellica nel film Master and Commander - Sfida ai confini del mare di Peter Weir, interpretazione giudicata da autorevoli critici "sorprendente". Interpreta poi il ruolo di Gaio Giulio Cesare Ottaviano nella discussa serie televisiva in 22 puntate dal titolo Roma (Rome) di John Milius e William McDonald, coprodotta da Bbc, Hbo e Rai Fiction, trasmessa negli Stati Uniti nel 2005 sulla HBO e andata in onda in Italia nel 2006.

## Filmografia

### Cinema
- Master & Commander - Sfida ai confini del mare (Master and Commander: The Far Side of the World), regia di Peter Weir (2003)
- Le origini del male (The Quiet Ones), regia di John Pogue (2014)
- Cuori in volo (Flying Home), regia di Dominique Deruddere (2014)

### Televisione
- Roma (Rome) - serie TV, 13 episodi (2005-2007)